# Gwallog ap Llaennog
Gwallog ap Lleenog (vieux gallois Guallauc, moyen gallois Gwallawc; le nom de son père est formulé de manières variées
Lleinauc, Lleynna[u]c, Lleenawc, et Llennawc) est un héros du Hen Ogledd. Il est considéré comme un probable roi régnant au VIe siècle sur le royaume brittonique  post-romain d' Elmet dans les Leeds région de l'actuel Yorkshire, bien que quelques spécialistes contemporains préfèrent le présenter comme un « roi d'une région non identifiée du nord ».

## Éléments de Biographie
Gwallog est très certainement attesté par une note incorporée dans les généalogie royales anglo-Saxonnes des rois de Northumbie du fond de la  British Library, de Londres  M.S. Harley 3859 (le plus ancien manuscrit de l' Historia Brittonum). On pense qu'ils proviennent d'une source peut-être du huitième siècle et qu'ils sont donc relativement fiables. Commentant le règne du roi Hussa de Bernicie, la liste officielle des états.
Contra illum quattuor reges, Urbgen et Riderchen et Guallanc (leg. Guallauc) et Morcant, dimicaverunt. Deodric contra illum Urbgen cum filiis dimicabat fortiter--in illo autem tempore aliquando hostes, nunc cives vincebantur--et ipse conclusit eos tribus diebus et noctibus in insula Metcaud et, dum erat in expeditione, iugulatus est, Morcante destinante pro invidia, quia in ipso prae omnibus regibus virtus maxima erat instauratione belli.
Contre lui quatre rois combattent: Urbgen (Urien) et Riderc Hen (Rhydderch Hael) et Guallauc (Gwallawg) et Morcant (Morgant). Deodric se bât bravement avec ses fils contre Urbgen - à ce moment-là, l'ennemi, est vaincu par  nos concitoyens (i.e. les bretons) - et il les enferme trois jours et trois nuits dans l'île de Metcaud (Lindisfarne), et, alors qu'il était sur le point de triompher, il est assassiné à l'instance de Morcant par jalousie, parce que par-dessus tous les rois il était le plus habile à mener les combats.
De ce texte il apparaît que Gwallog se joint à un groupe de rois  Brittoniques, comprenant Urien Rheged, Rhydderch Hael et Morgant Bwlch de Bryneich, dans leur tentative de battre les  Angles de Bernicie. Leur entreprise échoue et provoque la mort d'Urien.
Gwallog est le héros de deux poèmes du Livre de Taliesin que Ifor Williams a identifiés comme étant (en partie) vraisemblablement originaires du VIe siècle, et qui sont peut-être de véritables poèmes de louanges adressés à Gwallog.Ceux-ci fournissent quelques preuves que Gwallog était un roi d'Elmet. S'il en est ainsi, il a apparemment comme successeur
Ceredig, le dernier roi d'Elmet, qui est déposé par  Saint Edwin de Deira; cette hypothèse semble cohérente avec le personnage de Ceretic, fils de Gwallawg' évoqué par une des Triades galloises. Toutefois du fait de notre faible connaissance des événements historiques du VIe siècle cette évidence est très tenue.

### Conclusions
Bien que réputé être un grand guerrier par les poètes gallois postérieurs le personnage de Gwallawg demeure énigmatique. Les Harleian genealogies le rattachent à la lignée de Coel Hen via son fils Ceneu mab Coel: 
Gwallawg map Lleenawg mad Masguic Clop mac Ceneu map Coel
Il est conventionnellement considéré comme un roi d'Elmet du fait d'une simple mention dans les poèmes. l'Historia Brittonum le place aux côtés de Urien et de Rhydderch Hael comme un ennemi des fils d'Ida mais il n'est évoqué qu'une seule fois dans le texte.